# Campionati europei di pattinaggio di velocità 2022 - Partenza in linea femminile
L'evento della mass start femminile dei Campionati europei di pattinaggio di velocità 2022 si è svolto il 9 gennaio 2022 alla Thialf di Heerenveen, nei Paesi Bassi.

## Risultati
| Pos | Atleta                 | Nazione     | Punti | Tempo   |
| --- | ---------------------- | ----------- | ----- | ------- |
| 1   | Irene Schouten         | Paesi Bassi | 60    | 8:27.98 |
| 2   | Marijke Groenewoud     | Paesi Bassi | 42    | 8:28.16 |
| 3   | Elizaveta Golubeva     | Russia      | 20    | 8:28.79 |
| 4   | Francesca Lollobrigida | Italia      | 12    | 8:29.00 |
| 5   | Laura Peveri           | Italia      | 6     | 8:30.34 |
| 6   | Maryna Zuyeva          | Bielorussia | 5     | 8:33.20 |
| 7   | Elena Sokhryakova      | Russia      | 5     | 8:45.64 |
| 8   | Karolina Bosiek        | Polonia     | 3     | 8:31.46 |
| 9   | Gemma Cooper           | Regno Unito | 3     | 8:48.05 |
| 10  | Michelle Uhrig         | Germania    | 0     | 8:31.52 |
| 11  | Ramona Härdi           | Svizzera    | 0     | 8:33.09 |
| 12  | Sofie Karoline Haugen  | Norvegia    | 0     | 8:33.50 |
| 13  | Magdalena Czyszczoń    | Polonia     | 0     | 8:39.59 |
| 14  | Zuzana Kuršová         | Rep. Ceca   | 0     | 8:42.57 |
| 15  | Claudia Pechstein      | Germania    | 0     | 8:46.60 |
| 16  | Veronika Antošová      | Rep. Ceca   | 0     | 8:55.53 |
| 17  | Katharina Thien        | Austria     | 0     | 9:20.14 |
| 18  | Nadja Wenger           | Svizzera    | 0     | DNF     |
| 19  | Natalie Kerschbaummayr | Austria     | 0     | DNF     |
| 20  | Marit Fjellanger Bøhm  | Norvegia    | 0     | DNF     |
| —   | Sandrine Tas           | Belgio      | DNS   | DNS     |
| —   | Yauheniya Varabyova    | Bielorussia | DNS   | DNS     |
| —   | Ainoa Carreño          | Spagna      | DNS   | DNS     |